# سیارک ۴۶۴

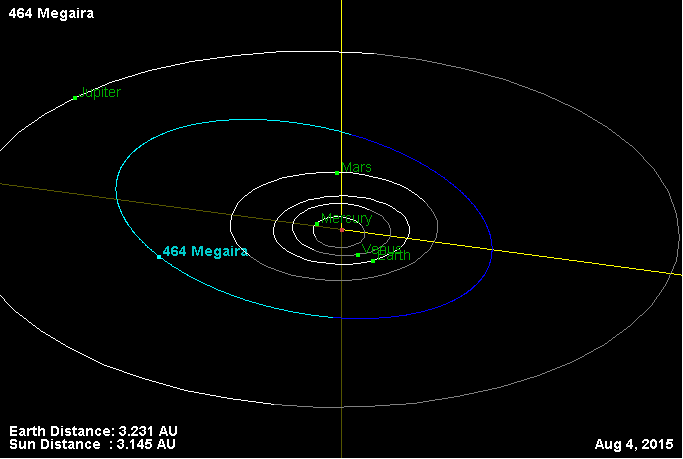
نمایی از محل قرارگیری سیارک ۴۶۴ در مدار – ۲۰۱۵

سیارک ۴۶۴ (به انگلیسی: 464 Megaira، نامگذاری:1901FV) چهارصد و شصت و چهارمین سیارک کشف شده‌است که در ۹ ژانویه ۱۹۰۱ و در هایدلبرگ کشف شد.
قدر مطلق سیارک برابر ۹٫۵۲ است.